# Esquirol llistat de cap taronja
L'esquirol llistat de cap taronja (Funisciurus leucogenys) és una espècie de rosegador de la família dels esciúrids. Viu a Benín, el Camerun, la República Centreafricana, Guinea Equatorial, Ghana, Nigèria i Togo. Es tracta d'un animal nocturn. El seu hàbitat natural són els boscos tropicals humits, tant de plana com de montà. Es creu que no hi ha cap amenaça significativa per a la supervivència d'aquesta espècie, encara que a Benín es fan servir els seus ossos com a decoració i per a la medicina tradicional.